# Корну
Корну (лат. cornu рог), иначе римский рог, духовой музыкальный инструмент в Древнем Риме.
Корну напоминал буцину, имел также закруглённую форму (по виду напоминавшей латинскую букву G), но длиннее — до 3 метров. Возможно, звуки этих двух инструментов были близки между собой, как по тембру, так и по силе.. Корну использовались вместе с трубами для сигнала в римской армии, но также и на церемониях.